# وینترپاک (ویرجینیا)
وینترپاک (به انگلیسی: Winterpock) یک منطقهٔ مسکونی در ایالات متحده آمریکا است که در شهرستان چسترفیلد، ویرجینیا واقع شده‌است. وینترپاک ۶۱٫۸۸ متر بالاتر از سطح دریا واقع شده‌است.